# Rudolf Holstein
Rudolf Holstein (* 24. Januar 1900 in Langenbach bei Bruchertseifen; † 28. Januar 1973) war ein Politiker der Zentrumspartei.

## Leben und Wirken
Holstein besuchte nach der Volksschule die Handelsschule und war im Bergbau beschäftigt. Später war er als Arbeitersekretär für die katholischen Arbeitervereine tätig. 
Er war von 1917 bis 1933 und nach 1945 Mitglied der Zentrumspartei. Zwischen 1926 und 1933 war Holstein Mitglied eines Kreisvorstandes. Außerdem war er Stadtverordneter. 
Nach dem Zweiten Weltkrieg war Holstein im Jahr 1946 zeitweise erstmals Bürgermeister von Beuel. Diese Position nahm er zwischen 1951 und 1954 erneut ein. 
Im Jahr 1946 war Holstein Mitglied des Provinzialrates für Nordrhein. Außerdem war er 1946 und 1947 Mitglied des ernannten Landtages von Nordrhein-Westfalen. Anschließend gehörte er dem gewählten Landtag bis 1954 an.